# Tecuiciapa
Tecuiciapa är en ort i Mexiko.   Den ligger i kommunen Taxco de Alarcón och delstaten Guerrero, i den södra delen av landet, 120 km söder om huvudstaden Mexico City. Tecuiciapa ligger 1 206 meter över havet och antalet invånare är 399.
Terrängen runt Tecuiciapa är bergig åt sydost, men åt nordväst är den kuperad. Runt Tecuiciapa är det ganska tätbefolkat, med 207 invånare per kvadratkilometer. Närmaste större samhälle är Iguala de la Independencia, 12,6 km sydost om Tecuiciapa. I omgivningarna runt Tecuiciapa växer huvudsakligen savannskog.